# Gargara pseudocornis
Gargara pseudocornis är en insektsart som beskrevs av William D. Funkhouser 1937. Gargara pseudocornis ingår i släktet Gargara och familjen hornstritar. Inga underarter finns listade i Catalogue of Life.